# جيسيكا كيليان
جيسيكا كيليان هي متزلجة تزلج صدري سويسرية، ولدت في 8 ديسمبر 1981 في كولمبو في سريلانكا.

## وصلات خارجية
- جيسيكا كيليان على موقع IBSF (الإنجليزية)